# Pronaosz (csoport)

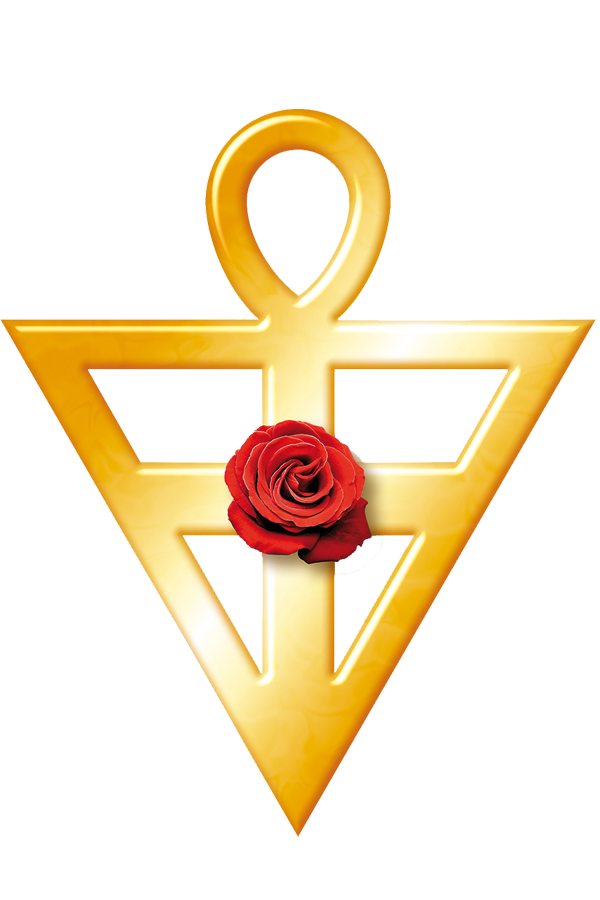
Az AMORC hivatalos jelképe

A Pronaosz csoport az egyiptomi és görög hagyományokat ápoló Rózsakeresztes rend testületi szerve (azaz helyi szervezeti egysége). Taglétszámát tekintve az Átrium csoportot követi.

## Szervezeti felépítése
Általában egy Átrium csoportból alakítják meg, mikor annak aktív taglétszáma tartósan meghaladja a 15 főt. 20-25 fő rendszeres részvétele estén már stabil csoportról beszélhetünk. A csoportot a Mester vezeti, akinek a munkáját tisztségviselők segítik. A rituálék a Legfelsőbb Nagypáholy által jóváhagyott Pronaosz Kézikönyv alapján, egységes keretek között zajlanak a világ minden részén.

## Tevékenységek
Tevékenységének, a Rendhez hasonlóan nincs vallásos jellege, célja a rózsakeresztes tanítások közös gyakorlása, mely szertartást, közös meditációt is magában foglal. Általában havonta legalább egy rendezvényt tartanak, a csoport által önállóan meghatározott - előre meghirdetett - időpontokban. Tipikusan Pronaosz által megtartott ünnepi rituálé az Őszi napéjegyenlőséghez kapcsolódó nyilvános Megemlékezés szertartás, továbbá a Téli napfordulókor megtartott zártkörű Fényünnep. Ezen kívül Nyílt Napokat, kirándulásokat szerveznek. A Pronaosz által tartott rituálék szimbolikájukban gazdagabbak, tartalmukban összetettebbek, mint az Átrium csoport szertartásai.

## Magyarországon
Jelenleg Magyarországon három Pronoasz csoport működik: egy Sopronban, egy Tatán (a Rend magyarországi központjában) és egy a fővárosban, Budapesten. Utóbbi Rákóczi Pronaosz néven 2008-ban alakult meg elsőként a korábbi Átrium csoport bázisán és jelenleg a legnagyobb aktív tagsággal rendelkezik.

## Lásd még
- Az AMORC hivatalos portálja
- Az AMORC magyarországi weboldala